# دانشگاه کنتاکی شمالی
دانشگاه کنتاکی شمالی (به انگلیسی: Northern Kentucky University) یکی از دانشگاه‌های ایالات متحده آمریکا بوده و در اوهایو واقع است.